# Чистачи (серијске убице)
Чистачи (рус. Чистильщики) је био назив банде руских серијских убица и неонациста.
Између 2014. и 2015. убили су више од 15 људи у Москви, Московској области и Јарославској области. Њихове жртве су углавном били бескућници и алкохоличари. Московски градски суд је 23. октобра 2017. осудио члана Павла Воитова на доживотну казну затвора, Елену Лобачеву на 13 година затвора и Максима Павлова на 9 година и 6 месеци затвора. Владислав Каратаев је осуђен на 16 година, а Артур Нарцисов на 9 година и 6 месеци.

## Убиства
Чланови су контактирали у екстремно десничарским групама на друштвеној мрежи ВКонтакте. Водећу улогу међу учесницима преузео је Павел Воитов: расподелио је улоге, доносио одлуке и активно руководио активностима банде. Мотиви убистава били су жеља да се "очисти град", те "мржња према алкохоличарима и бескућницима". Према истражитељима, хтели су да се "супротставе другима и покажу своју супериорност".
Починили су убиства са посебном суровошћу у различитим деловима Москве, као и у Московској области и Јарославској области, од јула 2014. до фебруара 2015. Лешеви су накнадно проналажени на пустим местима, где нема надзорних камера (испод мостова, у близини ограда, гаража, у напуштеним хангарима или на удаљеним пропланцима):
- један леш на железничкој станици Белоруски, са убодне ране на телу;
- један леш на хиподрому, са 18 удараца чекићем и 51 убодом по телу;
- један леш у Беговаји, са 35 убода по телу;
- један леш испод моста код Радничког села, са 46 убода ножем и 2 ударца каменом по телу;
- два леша на Измајловском булевару, један од њих са 15 убода ножем и 10 удараца чекићем, а други са 13 убода ножем;
- један леш поред Филевског парка, са 48 убода на телу;
- један леш у Нагорној, са 9 рана од ножа по телу;
- један леш у Одинцову, са 50 убода на телу;
- један леш код Курске, са 48 убода ножем и 6 удараца чекићем по телу;
- један леш на Булевару јоргована, са 84 убода на телу;
- један леш у Кускову, са 171 убодом и 5 удараца чекићем по телу;
- Два леша су убијена у улици Брјански пост, при чему је на једном било 42 убода ножем и 2 ударца чекићем, а другом 45 убода.

## Чланови
Међу пет чланова банде били су: Павел Воитов, Елена Лобачева, Артур "Нарцис" Нарцисов, Максим "Закирка" Павлов и Владислав "Персик" Каратаев.
Лобачева и Нарцисов живели су у Москви. Лобачева је одрасла на периферији Москве у близини станице метроа Вихно, а после школе је прво радила као курир, а затим као помоћник рачуновође. Пре убистава имала је регистровану условну казну због низа крађа.
Нарцисов је радио у магацину, такође као курир.
Каратајев је рођен и живео у Павлову, 70 километара удаљеном од Нижњег Новгорода, са оцем који га је одгајао. Раније је боравио у психијатријској болници и узимао је лекове.
Најмлађи од "Чистача", Максим Павлов, који је у време злочина имао само 16 година, живео је у Ростову, у Јарославској области.
Вођа банде Павел Воитов био је регистрован на адреси своје баке, ратног ветерана, у округу Ружа у Московској области. Током истраге, Воитов је тврдио да је учествовао у пљачкама и крађама мобилних телефона од пролазника. Али бројни случајеви које је он навео, са изузетком једног, нису потврђени, или барем није било пријава полицији. Од пете до тринаесте године живео је са родитељима на Измаиловском булевару, затим је, након развода родитеља, неко време провео у Риги са оцем, где је 2012. осуђен на годину дана затвора због скрнављења споменика на јеврејском гробљу. Желео је да буде војник, па је заједно са Каратајевим и Павловим покушао да ратује против побуњеника у крајње десном батаљону Азов, али су сва тројица уместо тога распоређена на руско-украјинској граници, након чега су се аутобусом вратили у Москву.
Сви чланови су водили здрав начин живота и нису пили ништа јаче од пива. Накнадним психолошким прегледима утврђено је да су сви "Чистачи" били урачунљиви, осим Каратајева, који је препознат као делимично урачунљив.

## Истрага и хапшење
У јесен 2014, оперативци су обратили пажњу на сличан стил убистава у различитим деловима града: жртве су преварене да посете слабо насељена или напуштена подручја, углавном ноћу, затим прво ударане чекићем, а потом избодене ножем, жртве су обично били алкохоличари, бескућници, а понекад инострани радници. Сумњајући да су све злочине починили исти људи, истражитељи су их спојили у један случај. Али истрага дуго није имала озбиљних трагова. Сумња је пала на присталице нацистичке идеологије, а релевантне групе на друштвеним мрежама су се активно пратиле, али није било никаквих трагова злочина у виртуелном простору.
Након тога, службеници Главног одељења Следкома и ФСБ-а успели су да прате мобилне телефоне у областима где су се догодила убиства. Неколико истих бројева пријављено на комуникационим торњевима у близини места злочина. Истраживши власнике бројева, службеници ФСБ-а су идентификовали осумњичене. Павел Воитов и Артур Нарцисов су 15. фебруара 2015. напали домара у Вихину, али се он одбранио. Злочинци су били приморани да побегну, а домар је сведочио и описао их.
Као резултат тога, 19. фебруара 2015. полиција је заједно са ФСБ-ом привела 20-годишњег Павела Воитова и 25-годишњу Елену Лобачеву — њихово место становања је процењено на основу видео камера постављених по граду. Приликом претреса у њиховој кући пронађено је шест ножева, нерегистровани пиштољ "Оса", одећа са траговима крвљу нападнутог домара и чекић. Полиција је убрзо ухапсила још двојицу осумњичених — 19-годишњег Максима Павлова и 21-годишњег Владислава Каратајева. Нешто касније приведен је и 23-годишњи Артур Нарцисов. Ухапшени су на већ првом саслушању све признали, укључујући и убиства, иако их власти иницијално нису ни теретиле за серијска убиства.

## Суђење
Истрага о кривичном предмету „Чистачи” окончана је у априлу 2017. године, након чега су злочинци пребачени у Московски градски суд. Елена Лобачева је захтевала да их порота осуди и овај захтев је испуњен. Од краја маја до средине јуна 2017, тужилац је читао доказе тужилаштва на суду. Анализирајући сваку епизоду, пороти је показао фотографије са места злочина. На првим седницама поједини поротници су се гадили фотографија, али су до краја процеса морали да их виде на стотине. Током целог суђења, притворенима је у посети је долазила само мајка Елене Лобачеве.
Порота је 21. јуна 2017. прогласила сву петорице оптужених у предмету кривим. Изузетак је био Нарцисов, кога је порота једногласно прогласио кривим за покушај убиства, али је била подељен по питању могућности помиловања – 6 је било за, а 6 против.
Према оптужби, Павел Воитов је починио 14 убистава: пет на своју руку, шест са Лобачевом, пет са Лобачевом само посматрајући, два заједно са Каратајевим и Лобачевом и два са Павловим. Воитов и Нарцисов су починили покушај убиства. Павлов, Каратајев и Воитов су такође опљачкали две особе, а један од напада је резултирао убиством.
Градски суд Москве је 23. октобра 2017. осудио Павела Воитова на доживотну казну затвора, Елену Лобачеву на 13 година затвора и Максима Павлова на 9 година и 6 месеци затвора у казненој колонији. Владислав Каратаев је осуђен на 16 година, а Артур Нарцисов на 9 година и 6 месеци, које је требало да одслужи у поправној радној колонији.